# Grypoctonus
Grypoctonus is een vliegengeslacht uit de familie van de roofvliegen (Asilidae).

## Soorten
- G. aino Speiser, 1928
- G. engeli Hradský & Geller-Grimm, 1999
- G. hatakeyamae (Matsumura, 1916)
- G. lama Speiser, 1928